# 锋齿鱼龙属
锋齿鱼龙属（学名：Kyhytysuka）是大眼魚龍科的一属。锋齿鱼龙属下屬物種已經滅絕。20世纪70年代，锋齿鱼龙属的遗骸在哥倫比亞被發現。

## 下属物种
本属包括以下物种：
- Kyhytysuka sachicarum (Páramo, 1997) [4]